# Административно-территориальное деление Нюксенского района
Нюксенский район — административно-территориальная единица в Вологодской области Российской Федерации. В рамках организации местного самоуправления ему соответствует одноимённое муниципальное образование Нюксенский муниципальный район.
Административный центр — село Нюксеница.

## Административно-территориальные единицы
Нюксенский район в рамках административно-территориального устройства включает 11 сельсоветов:
| №  | Сельсовет       | Соответствующее муниципальное образование                     |
| -- | --------------- | ------------------------------------------------------------- |
| 1  | Березовский     | СП Нюксенское мун. обр.                                       |
| 2  | Бобровский      | СП Нюксенское мун. обр.                                       |
| 3  | Брусенский      | СП Городищенское СП                                           |
| 4  | Брусноволовский | СП Городищенское СП                                           |
| 5  | Востровский     | Востровское СП                                                |
| 6  | Городищенский   | СП Городищенское СП                                           |
| 7  | Дмитриевский    | СП Нюксенское мун. обр.                                       |
| 8  | Игмасский       | Игмасское СП Нюксенского МР, Рослятинское СП Бабушкинского МР |
| 9  | Космаревский    | СП Городищенское СП                                           |
| 10 | Нюксенский      | СП Нюксенское мун. обр.                                       |
| 11 | Уфтюгский       | СП Нюксенское мун. обр.                                       |

## Муниципальные образования

Муниципальные образования с 2009 г.

Муниципальный район, в рамках организации местного самоуправления, делится на 4 муниципальных образования нижнего уровня со статусом сельского поселения.
| Муниципальное образование        | Административный центр | Административно-территориальные единицы (состав по структуре ОКАТО)               |
| -------------------------------- | ---------------------- | --------------------------------------------------------------------------------- |
| Востровское сельское поселение   | Вострое                | Востровский сельсовет                                                             |
| Городищенское сельское поселение | Городищна              | Брусенский, Брусноволовский, Городищенский, Космаревский сельсоветы               |
| Игмасское сельское поселение     | Игмас                  | Игмасский сельсовет                                                               |
| Нюксенское сельское поселение    | Нюксеница              | Бобровский, Дмитриевский сельсовет, Нюксенский, Березовский, Уфтюгский сельсоветы |

### История муниципального устройства

Муниципальные образования с 2006 до 2009 гг.

Первоначально к 1 января 2006 года на территории муниципального района были созданы 9 сельских поселений. Одновременно посёлок Илезка был переподчинён в Бабушкинский муниципальный район.
| Муниципальное образование          | Административный центр | Административно-территориальные единицы (состав по структуре ОКАТО) |
| ---------------------------------- | ---------------------- | ------------------------------------------------------------------- |
| Бобровское сельское поселение      | Бобровское             | Бобровский сельсовет                                                |
| Брусенское сельское поселение      | Брусенец               | Брусенский сельсовет                                                |
| Брусноволовское сельское поселение | Брусноволовский Погост | Брусноволовский сельсовет                                           |
| Востровское сельское поселение     | Вострое                | Востровский сельсовет                                               |
| Городищенское сельское поселение   | Городищна              | Городищенский, Космаревский сельсоветы                              |
| Игмасское сельское поселение       | Игмас                  | Игмасский сельсовет за исключением посёлка Илезка                   |
| Красавинское сельское поселение    | Красавино              | Дмитриевский сельсовет                                              |
| Уфтюгское сельское поселение       | Лесютино               | Уфтюгский сельсовет                                                 |
| Нюксенское сельское поселение      | Нюксеница              | Нюксенский, Березовский сельсоветы                                  |

Законом Вологодской области от 8 апреля 2009 года были упразднены сельские поселения: Бобровское, Уфтюгское и Красавинское (включены в Нюксенское), Брусенское и Брусноволовское (включены в Городищенское).